# Zohor
Zohor (in ungherese Zohor, in tedesco Imthal) è un comune della Slovacchia facente parte del distretto di Malacky, nella regione di Bratislava.